# Jamaica-coalitie

De vlag van Jamaica

Jamaica-coalitie is een term die betrekking heeft op de binnenlandse politiek van Duitsland na 1995. Het is de benaming voor een coalitie tussen de politieke partijen 
CDU/CSU, FDP en Bündnis 90/Die Grünen. Deze partijen worden geassocieerd met respectievelijk de kleuren zwart, geel/blauw (in dit geval geel) en groen, welke kleuren ook in de vlag van het Midden-Amerikaanse land Jamaica voorkomen. Deze regeringscombinatie staat in Duitsland ook bekend onder de naam Schwampel (Schwarze Ampel), maar deze aanduiding is minder gebruikelijk.
Hoewel Bündnis 90/Die Grünen algemeen als een linkse partij wordt beschouwd, is van een dergelijke coalitie doorgaans (uitgezonderd het milieubeleid) een centrum- rechts beleid te verwachten, daar de Duitse CDU in het algemeen wegens haar grotere aanhang en dus groter aantal vertegenwoordigers, en haar traditioneel gematigd rechtse politiek, binnen deze coalitie de boventoon voert. De liberale FDP staat meestal aan de kant van de CDU en voert (centrum)rechtse politiek, maar staat wel tussen CDU en Groenen op de schaal conservatief-progressief.
De eerste Duitse regering waarin sprake van een Jamaica-coalitie was, was die van Saarland, waar in 2009 een dergelijke regering tot stand kwam met als minister-president Peter Müller. Van 2017 tot en met 2022 is er in de noordelijke deelstaat Sleeswijk-Holstein ook een dergelijke coalitie aan de macht. 
Ook voor de Duitse bondsregering werd in 2017 een Jamaica-coalitie onderzocht, maar de verkenning werd door de FDP op 19 november 2017 na 26 dagen afgebroken. 

## Duitse deelstaten
| Termijn   | Deelstaat          | Minister-president                                                         | Zetelverdeling                | Meerderheid    |
| --------- | ------------------ | -------------------------------------------------------------------------- | ----------------------------- | -------------- |
| 2009–2012 | Saarland           | Peter Müller (CDU) (tot 2011) Annegret Kramp-Karrenbauer (CDU) (2011–2012) | CDU (19), FDP (5), Grüne (3)  | 27 / 51 zetels |
| 2017–2022 | Sleeswijk-Holstein | Daniel Günther (CDU)                                                       | CDU (25), Grüne (10), FDP (9) | 44 / 73 zetels |

## Oostenrijk
In Oostenrijk kent de christendemocratische ÖVP echter turquoise als kleur en de liberalen van NEOS hebben roze als huisstijl. De turquoise-groen-roze combinatie wordt in de volksmond ook wel met de kleurnamen türkis-grün-pink genoemd, maar een Dirndl-coalitie is ook een benaming.
In het Alpenland kwam in 2018 voor het eerst een dergelijke coalitie voor in de deelstaat Salzburg. 

## België
In België doelt de term Jamaica-coalitie op een hypothetische coalitie van christendemocraten (CD&V en cdH), liberalen (Open Vld en MR) en groenen (Groen! en Ecolo). De term wordt zonder meer overgenomen naar het Duitse voorbeeld, hoewel de kleuren van de Belgische partijen (respectievelijk oranje, blauw en groen) niet meer overeenstemmen met de Jamaicaanse vlag.